# Šácholanovité

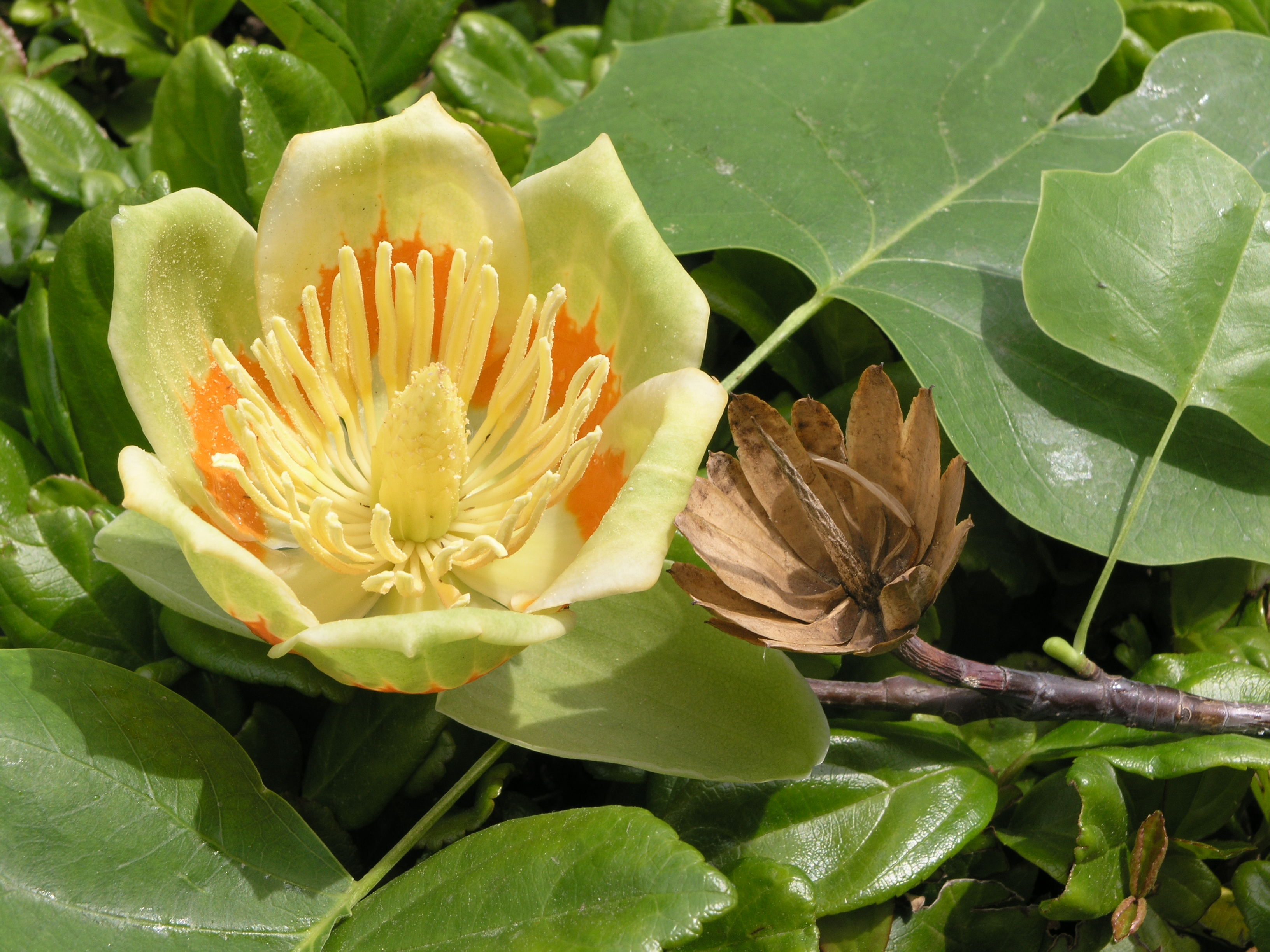
Liriodendron tulipifera

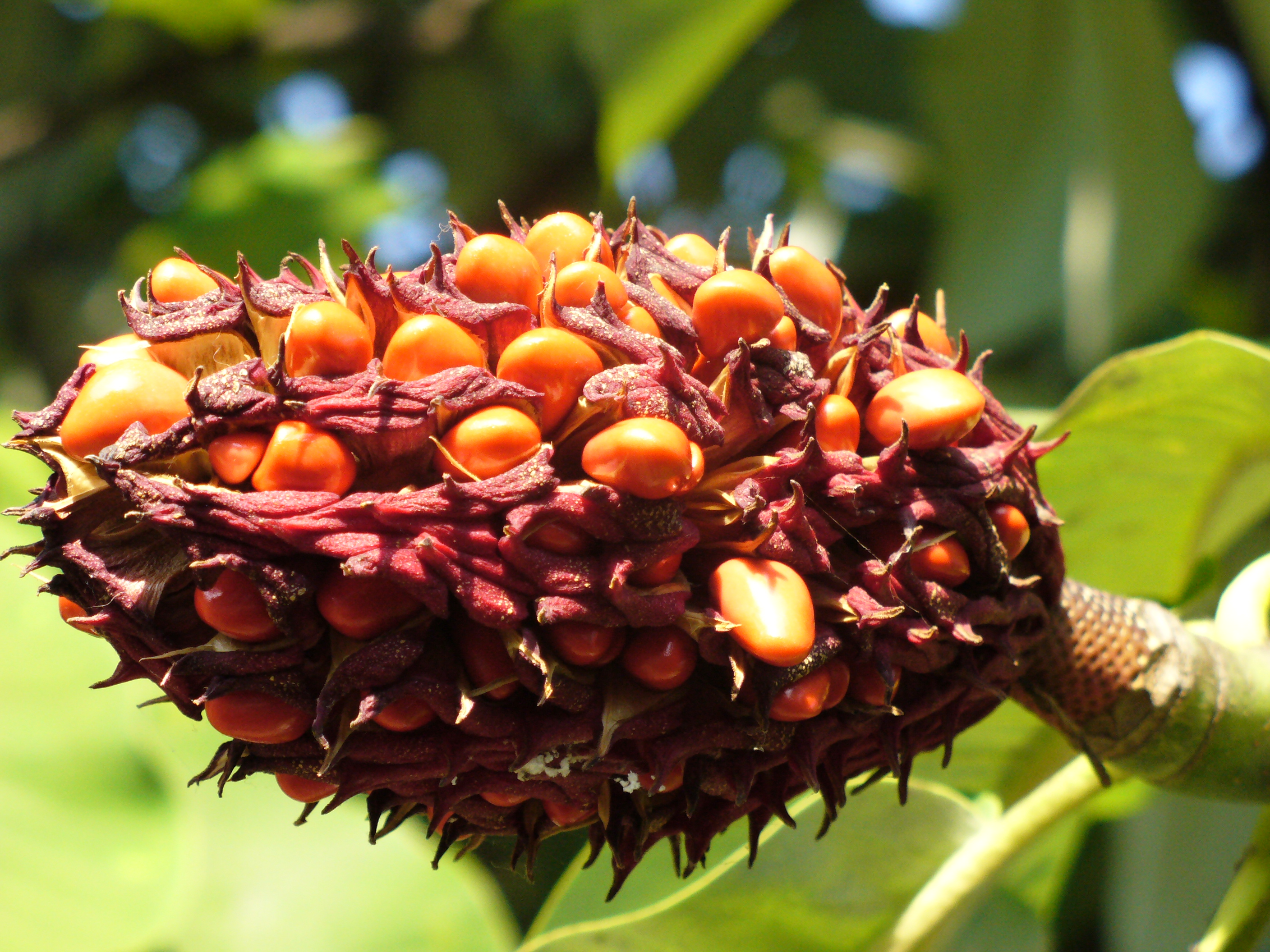
Magnolia hypoleuca - souplodí zvané šách

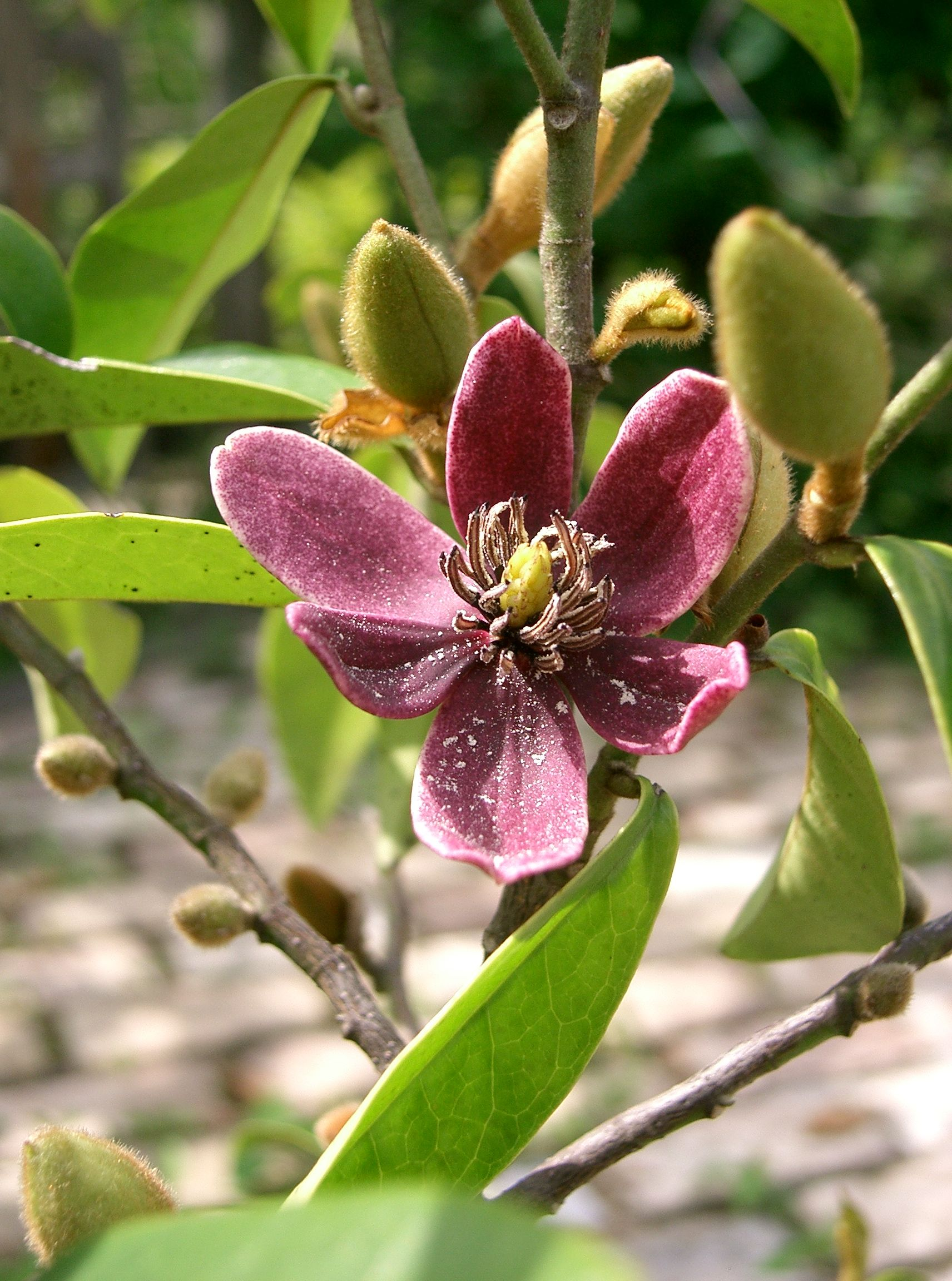
Magnolia (Michelia) figo

Šácholanovité (Magnoliaceae) je čeleď nižších dvouděložných rostlin patřící do řádu šácholanotvaré (Magnoliales).

## Charakteristika
Opadavé i stále zelené dřeviny s velkými jednoduchými střídavými listy, zpravidla celokrajnými a s jemně síťnatou žilnatinou. Palisty obvykle velké, kožovité, tvořící kornoutovitý obal pupenů a po opadu zanechávající charakteristickou jizvu okolo větévky. Květy velké, mnohočetné, oboupohlavné, jednotlivé na konci větví nebo v terminálních květenstvích, s generativními orgány a nezřídka i s okvětím ve spirále. Květní lůžko je kuželovité. Okvětí v počtu 6-18 plátků, nejčastěji nerozlišené nebo i gradující od kališních ke korunním lístkům, spirální nebo ve 3-4 kruzích. Tyčinky široké s krátkou plochou nitkou a dlouhými prašníky, v hojném počtu (primární polyandrie). Gyneceum svrchní, apokarpní, z mnoha plodolistů. Plodolisty na okraji ne zcela srostlé, s dobře ohraničenou bliznovou částí na vrcholu a obvykle se 2 vajíčky. Plodem je nažka nebo plodenství dřevnatých měchýřků, zvané šách.
Květy často voní po ovoci a jsou opylovány brouky. Semena jsou šířena ptáky a zvířaty vyhledávajícími dužnaté osemení.
Čeleď zahrnuje 230 druhů ve 2 až 17 rodech (podle taxonomického pojetí) a je rozšířena ve východní Asii a Severní až Jižní Americe od mírného po tropický pás.

## Taxonomie
Pojetí rodů je v čeledi šácholanovité dosud neustálené, v dřívějším pojetí bylo rozlišováno až 17 rodů, dnes taxonomové zabývající se touto skupinou rozlišují na základě molekulárních studií jen 2 rody – liliovník (Liriodendron) a šácholan (Magnolia). Rod Magnolia byl rozčleněn do systému 3 podrodů, 12 sekcí a množství podsekcí, do něhož byly vřazeny všechny bývalé rody čeledi s výjimkou rodu liliovník (Liriodendron).

## Zástupci
- liliovník (Liriodendron)
- šácholan (Magnolia)

## Taxonomické členění roduMagnolia
(Figlar & Nooteboom, 2004)
- podrod Magnolia
  - sekce Magnolia
  - sekce Gwillimia
    - podsekce Gwillimia
    - podsekce Blumiana

  - sekce Talauma
    - podsekce Talauma
    - podsekce Dugandiodendron
    - podsekce Cubenses

  - sekce Manglietia
  - sekce Kmeria
  - sekce Rytidospermum
    - podsekce Rytidospermum
    - podsekce Oyama

  - sekce Auriculata
  - sekce Macrophylla
- podrod Yulania
  - sekce Yulania
    - podsekce Yulania
    - podsekce Tulipastrum

  - sekce Michelia
    - podsekce Michelia
    - podsekce Elmerrillia
    - podsekce Maingola
    - podsekce Aromadendron
- podrod Gynopodium
  - sekce Gynopodium
  - sekce Manglietiastrum